# Vojtěch Antonín Jeniš
Vojtěch Antonín Jeniš (27. září 1946, Újezd u Brna – 25. června 2008, Brno) byl český římskokatolický kněz a řeholník, generální představený Kongregace bratří Nejsvětější Svátosti (1996–2008).
Vstoupil do kongregace petrinů, slavné řeholní sliby složil 6. června 1972 v Olomouci, kde byl 1. července téhož roku vysvěcen na kněze. Postupně působil v duchovní správě ve Žďáře nad Sázavou, Jihlavě a Kloboukách u Brna, v roce 1976 se stal správcem farností Vlasatice, Branišovice a Troskotovice. Od roku 1990 byl rektorem kostela sv. Maří Magdalény v Brně a správcem farností Modřice a Moravany.
Roku 1996 byl zvolen generálním představeným kongregace. Na podzim 2007 odešel do Českých Budějovic, kde byl až do své smrti rektorem kostela Panny Marie Růžencové při klášteře petrinů.
Zemřel náhle na srdeční záchvat v klášteře v Brně. Po posledním rozloučení v Brně a Českých Budějovicích byl pohřben 1. července 2008 v Českých Budějovicích – Mladém.